# Яглевенд
Яглевенд (азерб. Yağləvənd oymağı) — один из значительных родов Джеваншира, проживавший на территории Карабаха. Их главная ставка была на Арасбаре.

## Происхождение
Точной истории происхождения рода не существует. К примеру, Анвар Чингизоглу пишет, что представители данного рода являются потомками переселенцев из Анадолу. Есть версия, что яглавендцы имеют татарское происхождение, также существует версия кыпчакского происхождения.

## История
В 1400 году Тимур начал военные действия против Баязида, захватившего Эрзинджан, где правил вассал Тимура, и против египетского султана Фараджа ан-Насира, предшественник которого, Баркук, ещё в 1393 году велел убить посла Тимура. В 1400 году Тимур взял крепости Кемах и Сивас в Малой Азии и Халеб в Сирии, принадлежавшей египетскому султану, а в 1401 году занял Дамаск.
28 июля 1402 года Тимур одержал важнейшую победу над Османским султаном Баязидом I, нанеся ему поражение в битве при Анкаре. Сам султан был взят в плен. В результате сражения Тимуром была захвачена вся Малая Азия, а поражение Баязида привело к распаду Османской империи, сопровождавшейся крестьянской войной и междоусобицами его сыновей.
Амир Тимур привёз с собой кара татаров, большая часть из них осела в Карабахе. Карататары подразделялись на племенные объединения каджаров и джаванширов. Официальной причиной насильственного переселения стало обвинение всего кара татарского народа в государственной измене, туркмены их называли «Яги левент» — «враждебный воин».
Названия основных кланов джаванширов следующие: яглевенд, дедели, таметли, геджагёзлю, сейидахмедли, гервенд, демирли, сейидмахмудлу, моллафазилли, кёчерли, гарабурунлу, бегманлу, сариджалы.
Оймак Яглавенд — ветвь кочевого племени Джаваншир.
В 30-х годах XVIII в. за неповиновение карабахского беглярбека Угурлу-хана Зиядоглу-Каджара Надир-шах Афшар приказал переселить подвластные ему племена джеваншир, отузики и кебирли из Карабаха в область Серахс в Хорасане, где им был отведен участок для постоянного поселения.
Возвратиться на свою родину яглевендцы смогли лишь после гибели Надир-шаха. Мирза Адигезал-бек так описывал эти события: 

Весть о гибели шаха распространилась и не сходила с уст народа. Куда бы Панах-Али-бек, находившийся под покровительством бога, как разгоряченный лев и разъяренный дракон, ни направлял силу своего удара, на кого бы ни обрушивался как ураган, все сметал на своем пути, как щепку, ломая сопротивление врага. Никто не мог противостоять его силе и натиску и превращался в прах. Так проходили его дни до тех пор, пока население Джеваншира, Кебирли, Отузики и илаты Гюрджистана в силу поговорки «любовь к родине исходит из веры», обуреваемые любовью к своей родине, не тронулись из Хорасана обратно и не вернулись к своим родным очагам. (Панах-Али-бек) обеспечил вернувшимся приют, осыпал их своей милостью, удовлетворив их нужды, заключил их под свое заботливое крылышко.
Племя Яглевенд является благородным родом, воины рода Яглевенда считались одними из лучших в Карабахском ханстве. Яглавендцы не могли быть податным населением, все были военные, которые никогда не составляли податное население, это была военная «дружина».
Ашагы Яглевенд — один из населённых пунктов оймака (ветвь племени) Яглавенда.
Юхары Яглевенд — лдин из населённых пунктов оймака Яглавенда.

## Внутреннее деление
Оймак Яглевенд делится на 12 основных подразделений: хафисалилы, кюладарлы, ковхалы, лелели, иреншелли, ашурлу, кадирли, гумбаталилар, джияли, асланлы, теймурлу, маммадли, которые, в свою очередь, подразделяются на роды:
хафисалилы
1. Халафли
2. Париджаганлы
3. Магаррамушагы
4. Ниярлы
5. Кэлбиялилар
6. Мехтиханлы

кюладарлы
1. Аббаскулилар
2. Амирмурадлы
3. Мирзалы
4. Рустамли
5. Ибали
6. Гасанлы
7. Кязымлы
8. Исмаилли
9. Кырдылы
10. Алигусейнли
11. Караалылар
12. Касималилар

ковхалы
1. Мурадханлы
2. Сафикулибейли
3. Агакишибейли
4. Шерефханлы
5. Азманлы

- Лелели — Машадикулилар, Мохнатли, Расуллы, Сейидли.
- Кадирли — Адыгёзаллы, Асадлы, Эминалылар.
- Джияли — Фархадли, Бахишли.

## Население

### В XIX веке
По статистическим данным 1823 года, в Яглавенд жило 110 семии.
| Год  | Дым |
| ---- | --- |
| 1823 | 110 |
| 1827 | 65  |
| 1830 | 56  |
| 1831 | 75  |
| 1832 | 57  |
| 1833 | 57  |
| 1842 | 78  |
| 1849 | 104 |
| 1863 | 117 |
| 1873 | 130 |
| 1886 | 162 |

## Представители рода

### XVII век
- Али-хан Джеваншир — азербайджанский военный деятель.
- Халаф-бек Джеваншир I — азербайджанский военный деятель.
- Сафи-хан Джеваншир I — азербайджанский военный деятель.

### XVIII век
- Зейнал-хан Джеваншир — азербайджанский военный деятель. С 1707 года на службе у Солтан Хусейна. Вёл борьбу за независимость Арасбара против Панах Али-хана, от которого в конечном итоге потерпел поражение.
- Сафи-хан Джеваншир — азербайджанский военный деятель.
- Мухаммед-ага Джеваншир — азербайджанский военный деятель.
- Оджак Кули-ага Джеваншир — азербайджанский военный деятель.
- Шариф-ага Джеваншир — азербайджанский военный деятель.
- Амир-хан Джеваншир — хан Кашмира (1770—1775).
- Ширин-бек Джеваншир — азербайджанский военный деятель; с 1797 года на службе у Ибрагим Халил-хана.
- Шамши-бек Джеваншир — азербайджанский военный деятель.

### XIX век
- Халаф-бек Джеваншир — азербайджанский военный деятель; с 1817 года на службе у Мехти Кули-хана.
- Кербалайи Исмаил-бек Джеваншир — азербайджанский военный деятель.
- Сафи Кули-бек Джеваншир — азербайджанский военный деятель; в 1822 году юзбаши Яглевенда[9].
- Аливерди-ага Джеваншир — ферраш Мехти Кули-хана.
- Дунямали-ага Джеваншир — ферраш Мехти Кули-хана.
- Машади Байрам Кули-ага Джеваншир — ферраш Мехти Кули-хана.
- Машади Гатамхан-ага Джеваншир — ферраш Мехти Кули-хана.
- Имам Кули-бек Джеваншир — азербайджанский военный деятель.
- Амир Мурад-юзбаши Джеваншир — азербайджанский военный деятель.
- Аббас Кули-бек Джеваншир — азербайджанский военный деятель; в 1842 году юзбаши Яглевенда[10].
- Насир-юзбаши Джеваншир — азербайджанский военный деятель.
- Молла Бекмамед Бюльбюль — азербайджанский поэт.
- Азим Мухаммед-бек Джеваншир — азербайджанский религиозный деятель.
- Молла Газрат Кули Ахундов — азербайджанский религиозный деятель, педагог.

### XIX—XX вв.
- Гасан Али-бек Аскерханов — азербайджанский военный деятель, поэт.
- Шамиль-бек Аскерханов — русский и азербайджанский военный деятель, поручик.